# Petäjävesi
Petäjävesi er en by i det centrale Finland. Kirken blev bygget mellem 1763 og 1765. Den lutheranske landsbykirke er typisk for det østlige Skandinavien.
Byens kirke blev indskrevet på UNESCOs Verdensarvsliste i 1994.